# ヤマモモ
ヤマモモ（山桃、学名: Morella rubra）は、ヤマモモ科ヤマモモ属の常緑樹。また、その果実のこと。夏に実る赤い果実は生食でき、甘酸っぱい独特の風味があり、ジャムや果実酒にも加工される。

## 名称
和名のヤマモモの名について、植物学者の辻井達一は「やはり山の桃ということだろう」と述べている。日本に自生するヤマモモは、「モモ」と呼ばれ、モモは果実の総称ともしていて、渡来種の桃は初め「ケモモ」と呼ばれていた。それが、時代が経って桃が生活に食い込んで「モモ」と呼ばれ、ヤマモモは山のモモで「ヤマモモ」と呼ばれるようになった。琉球方言に残っている。琉球方言は3母音（O→U、E→I）で、ヤマモモを「ムム」モモを、「キームム」という。モモのモは実を表し、軟質な外側のモと内の硬い核のモでモモとして二重性を表している。
漢名は楊梅（ようばい）、中国名は楊梅（ヤンメイ、（拼音: yángméi））
で、その葉の形が楊（ヤナギ）に似ている様に由来するとされる。別名として山桜桃、火実などがあり、古代から和歌などにも詠まれる。ベトナムでも漢名をそのまま用いて「dương mai」ズオンマイと呼ぶ。

## 分布・生育環境
中国大陸や日本を原産とし、山地の暖地を好み、暑さには強い。日本では関東以南（房総半島南部、福井県以西）の本州、四国、九州、沖縄の低地や山地に自生する。本州南部以南では、海岸や低山の乾燥した尾根など、痩せ地で森林を構成する重要樹種である。
日本国外では、朝鮮半島南部、中国、台湾、フィリピンに分布する。中国では江蘇省、浙江省が有名な産地で、とりわけ寧波市に属する余姚市や慈渓市、あるいは温州市甌海区は古くから知られた産地であり、千年に及ぶとされる古木も多く残る。他に福建省、広東省、広西チワン族自治区、台湾なども産地である。
自然分布以外にも、人の手によって公園、庭園、都市の街路などにも植えられる。関東地方ではほとんど実がつかないで花だけを楽しむだけになり、これを花楊梅という。

## 形態・生態

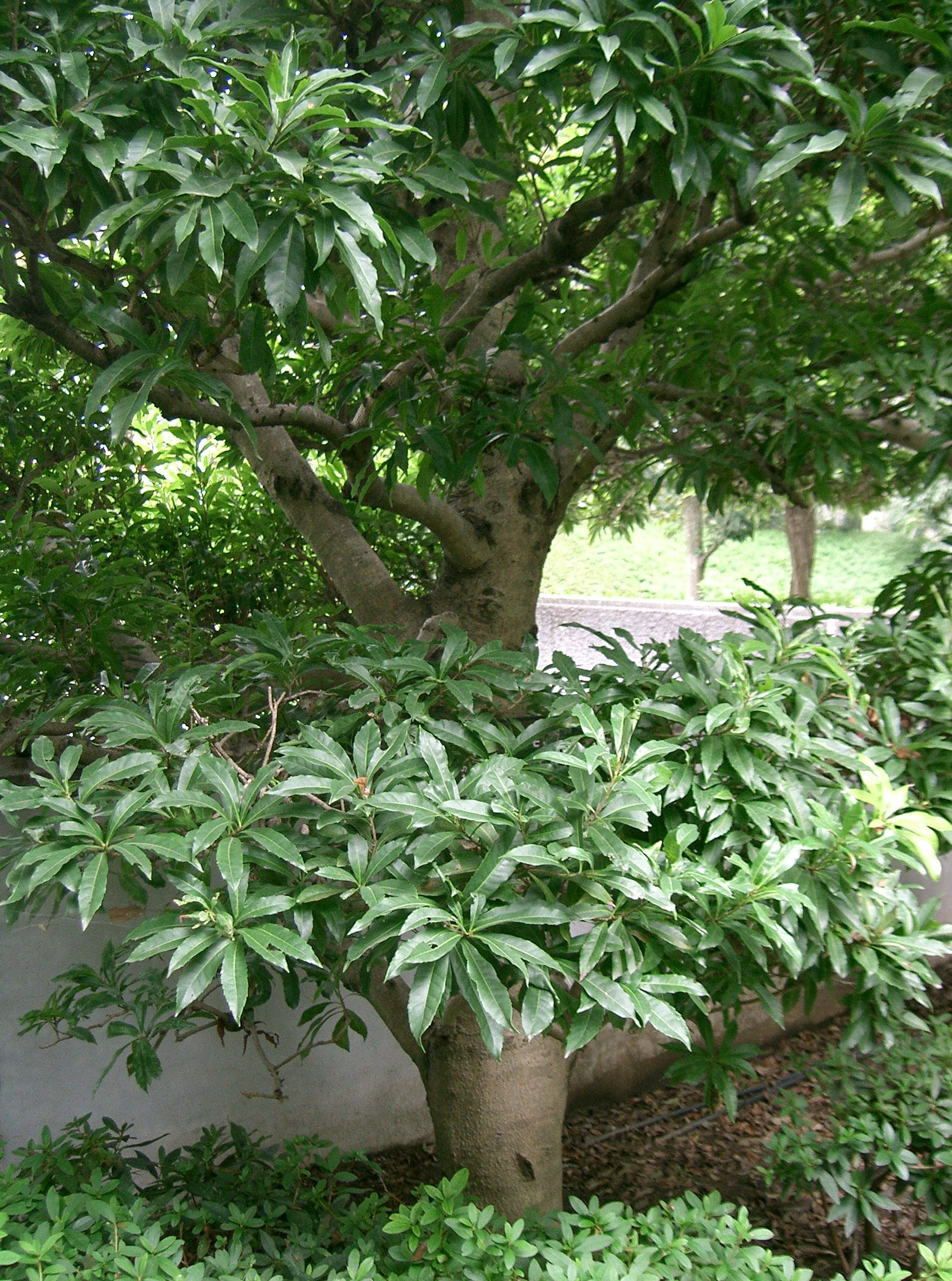
ヤマモモの樹

常緑広葉樹の大高木で、成木は樹高20メートル (m) ほどになる。大きなものは、幹径は1 m以上になるものもある。樹冠は、こんもりした円形となる。生長は遅く、幼木は日陰を好むが、成木は日なたを好む。幹の樹皮は灰白色で滑らか、一年枝は灰褐色で多数の楕円形の皮目を持つ。古くなると縦の裂け目が出ることが多い。
葉は密に互生し、多くは枝先に束生する。葉身は革質、つやのある深緑で、長さ5 - 12センチメートル (cm) 、幅1 - 2 cmほどの倒披針形か長楕円形、もしくは倒卵形をしており、成木では葉は滑らかな縁（全縁）だが、若木では粗く不規則な鋸歯が出ることが多い。葉の裏側に芳香を出す油点（ゆてん）がある。葉柄は5 - 10ミリメートル (mm) 程度と短い。葉腋には円筒形の花芽がつく。
花期は3 - 4月。雌雄異株。葉の付け根から穂状の花序を伸ばして、数珠つなぎに小さな桃色の花弁4枚の目立たない花をつける。
果期は6 - 7月。雌株につく果実は直径1.5 - 2 cmのほぼ球形で、固まってたくさん実り、6月ごろに黄紅色から鮮紅色を経て、暗赤色に熟し、生で食べられる。表面に粒状突起を密生する。この突起はつやがあるので、外見的には小粒の赤いビーズを一面に並べたように見える。ヤマモモの果実は鳥などに食べられ、消化された後に発芽する性質がある。
枝先には葉芽がつき、円錐形で黄色い腺点に覆われている。雌雄異株であることから、雌花序の冬芽と雌花序の冬芽は別々の株につき、雌花序のほうがやや細い。

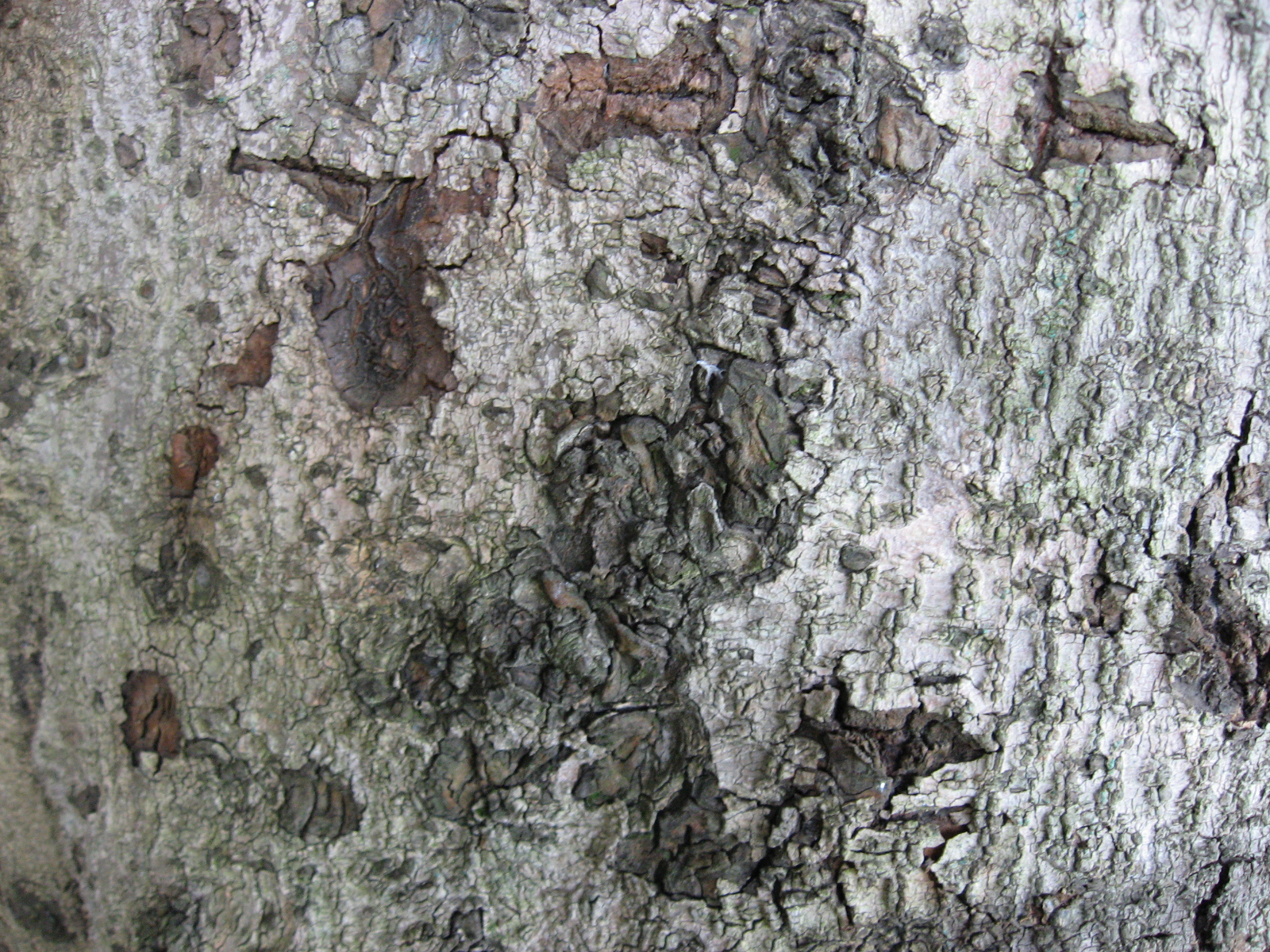
樹皮
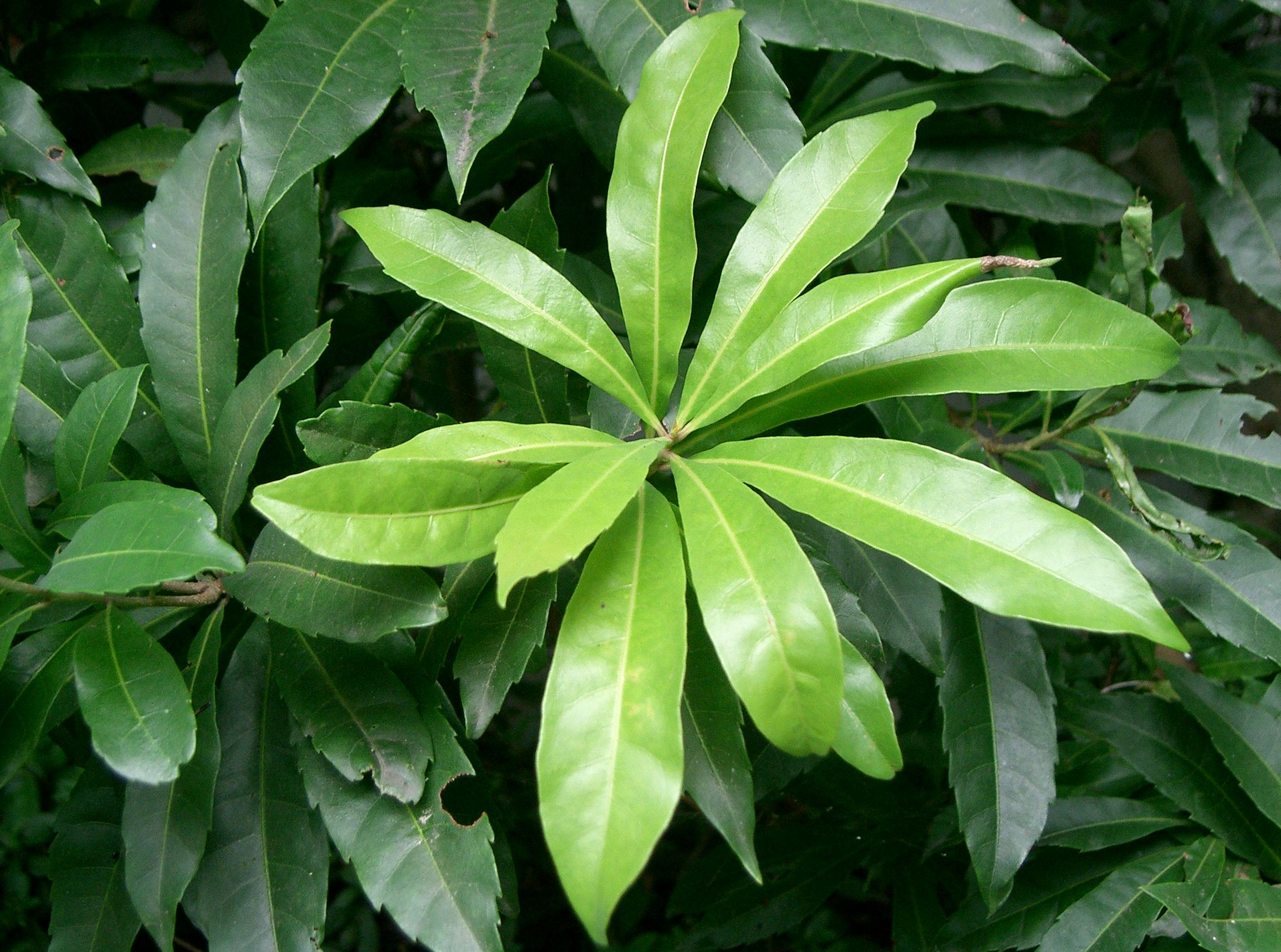
葉
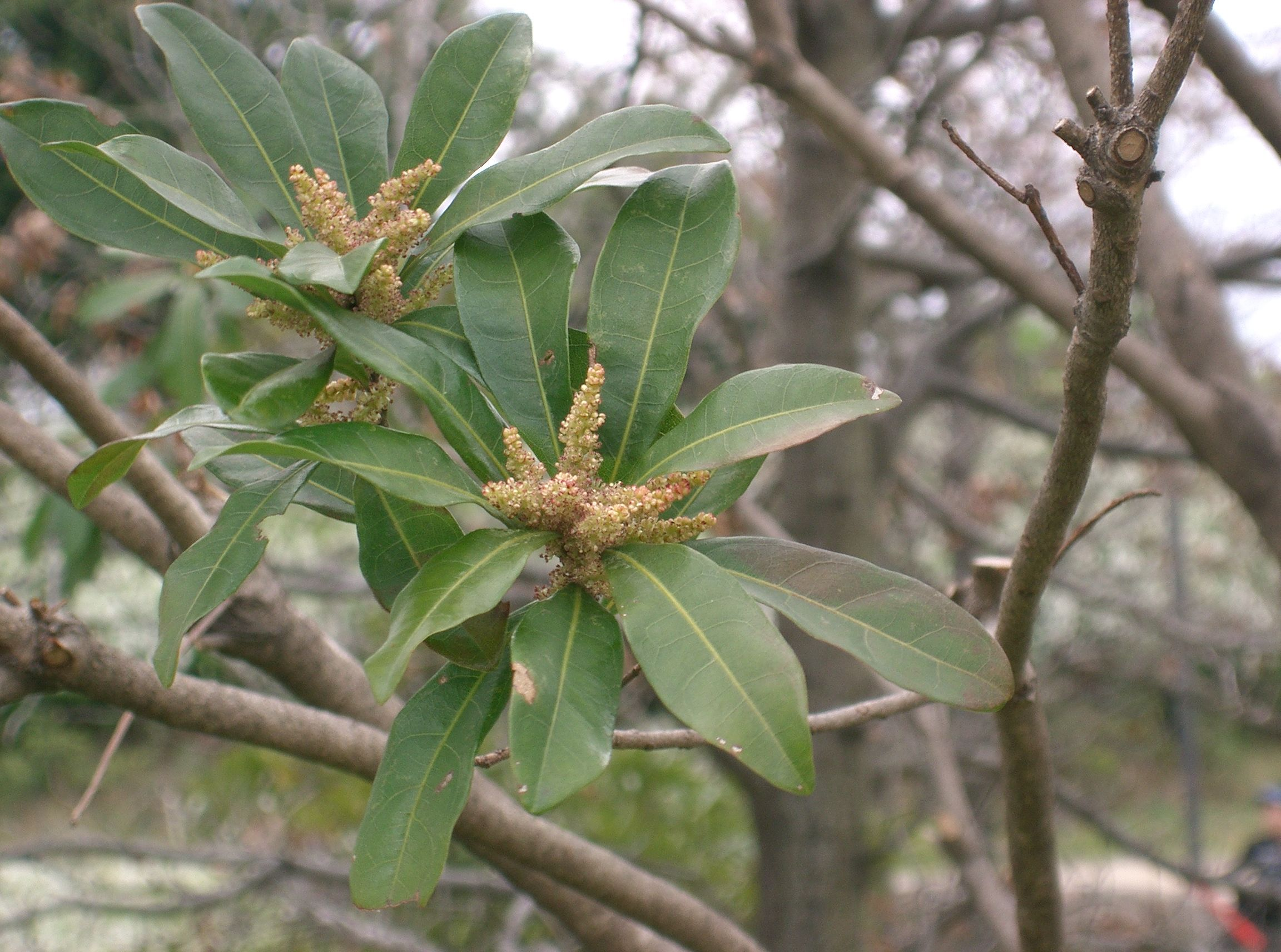
花
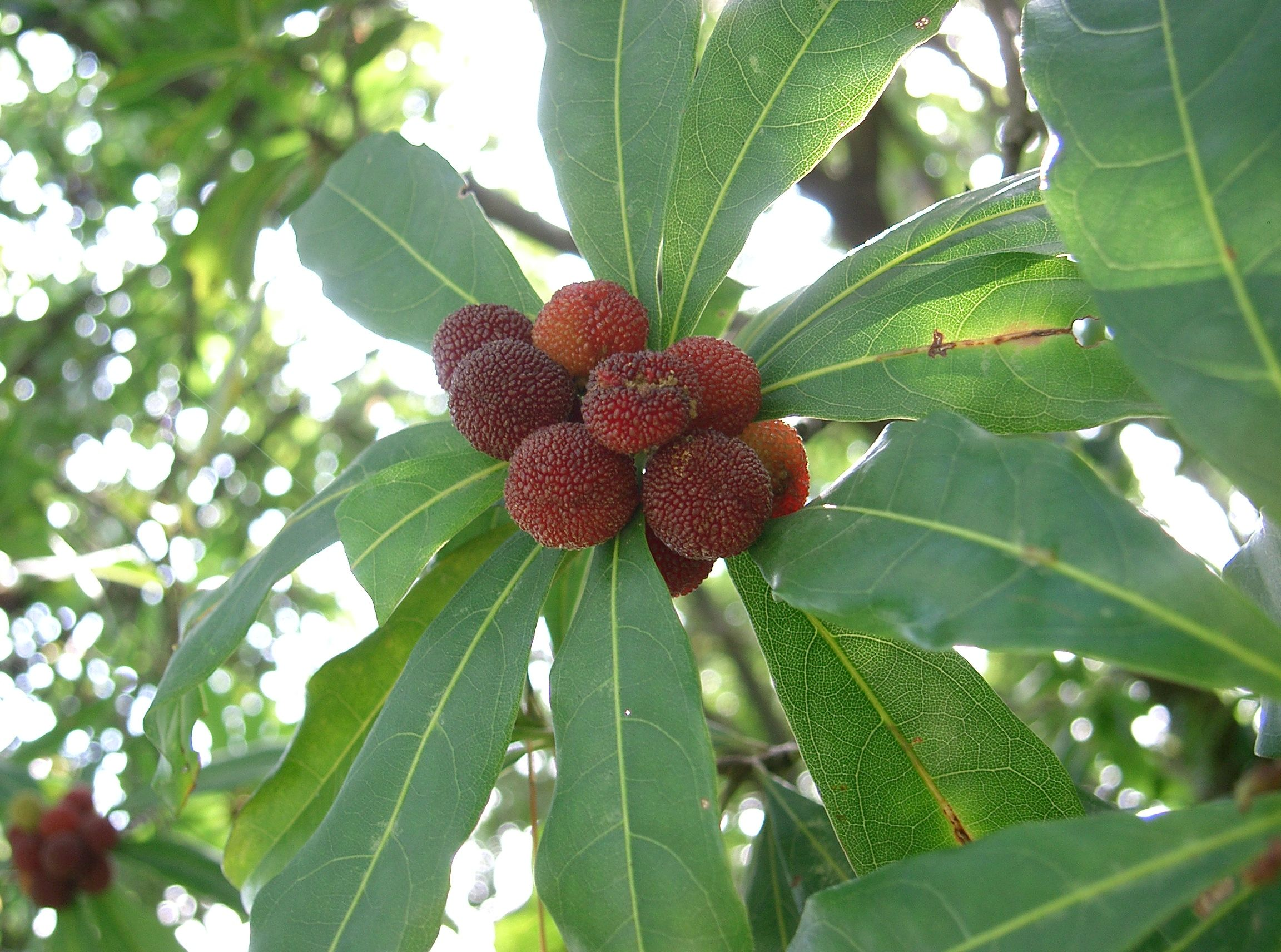
果実

根粒に窒素固定を行う放線菌の1種であるフランキアを共生させており、比較的栄養の乏しい土壌でも生育できる。

### ホルトノキとの区別
その姿や形はややホルトノキに似ており、本州南部以南では紛らわしいことがある。ホルトノキは落葉が赤くなり、常に少数の葉が赤く色づいているのがよい区別点になる。

## 栽培・生産
比較的日陰でも耐えるが、雌株に果実を結ばせるには日当たりの良いところに植える。土壌の質は乾燥した壌土に、根は深く張る。植栽適期は6 - 7月上旬か、9月中旬 - 10月中旬とされる。剪定は3 - 4月か6 - 7月に行い、伸びすぎた枝を切って樹形が整えられる。施肥を行う時期は、2 - 3月と5月とされる。
病虫害に、細菌（バクテリア）による病気である細菌性こぶ病にかかることがあり、枝や幹にごつごつしたこぶが出ているもの見られる。
野生種以外に大粒で酸味の強い瑞光、大玉で酸味の弱い森口や秀光（秀峰、平井1号）などの栽培品種があり、農作物として栽培されている。中国では浙江省の「丁嶴梅」や広東省の「烏酥楊梅」という品種が良質で知られている。日本の改良品種は少なくなく、本来の赤い果実だけではなく、白や紅色の実の種類もつくられている。白い実をつけるものは、シロモモという変種から作出された品種である。そのほか、阿波錦（あわにしき）、日の出、甘露（かんろ）、白妙（しろたえ）などの特産品種がある。
日本では四国の徳島県が最も栽培・生産が盛んで産地の中心といわれる。高知県や和歌山県もヤマモモの産地で知られている。しかし、果実収穫後は鮮度がすぐに落ちるので、市場にはあまり出回らない。

## 人間との関わり
大気汚染に強く、緑化を目的とする植樹に用いられ、庭木や公園樹、街路樹として植えられる。葉が密生していることから、建物の風よけや目隠しに列植されることもある。
殖やし方は接木のほか取り木がある。雌雄異株のため結実には雄株が必要であるが、都市部では街路樹として植栽されている雄株が随所にあるため、雌株の結実性は比較的高い。
果実は甘酸っぱく生で食べられる。また、ジャム、缶詰、砂糖漬け、リキュール等に加工される。中国では白酒に砂糖を加え、ヤマモモの果実を漬け込んだリキュールの「楊梅酒」が広く作られている。ヤマモモの生の果実は、日持ちが悪く輸送がきかないといわれている。
樹皮は桃皮、渋木、渋皮と呼ばれ染料にした。樹皮に含まれるタンニンには防腐、防水、防虫の効果があり、むかしは漁網を染めるのに用いた。また、樹皮は楊梅皮（ようばいひ）という生薬になって、タンニンに富むので止瀉作用がある。消炎作用もあるので筋肉痛や腰痛用の膏薬に配合されることもある。
高知県ではシイラ漬漁業に使うシイラ漬の下に葉が付いたヤマモモの枝を垂らし、隠れようとする小魚を誘き寄せ、小魚を目当てに集まってくるシイラを巻き網で捕る漁法に使われている。
高知県の県の花、徳島県の県の木、知多市、西都市、那珂川市、下松市の市の木、上富田町の町の木に指定されている。ヤマモモの花言葉は、「教訓」「一途」とされる。

## ヤマモモ属
ヤマモモ属（ヤマモモぞく、学名: Morella）は、ヤマモモ科の属の一つ。
- コウシュンヤマモモ Morella adenophora
- シロコヤマモモ（英語版） Morella cerifera
- ヤマモモ Morella rubra